# Maínit
Maínit (en cebuano: Mainit) es un municipio filipino de cuarta categoría, situado en la parte nordeste de la isla de Mindanao. Forma parte de  la provincia de Surigao del Norte situada en la Región Administrativa de Caraga, también denominada Región XIII. Para las elecciones está encuadrado en el Segundo Distrito Electoral.

## Geografía
Municipio situado 30 km al sur la ciudad de Surigao,  capital de la provincia. Ribereño del lago Maínit que da nombre al municipio situado al norte del mismo.
Su término situado en la isla de Mindanao linda al norte con los municipios de Sison y de Placer; al sur con el mencionado lago, el municipio de Alegría y la provincia de Agusan del Norte, municipio de Jabonga; al este con los municipios de Bacuag y Tubod; y al oeste con el de Malimono.

### Barrios
El municipio  de Maínit se divide, a los efectos administrativos, en 21 barangayes o barrios, conforme a la siguiente relación:
| - Binga - Bobona-on - Cantugas - Dayano - Mabini | - Magpayang - Magsaysay (Población) - Mansayao - Marayag - Matin-ao | - Paco - Quezon (Población) - Roxas - San Francisco - San Isidro | - San José - Siana - Silop - Tagbuyawan - Tapi-an - Tolingon |

## Historia
Los primeros habitantes ser establecieron cerca del lago Maínit en el lugar que hoy ocupa el barrio de San Isidro.
El constante acoso de los piratas moros obligaron a los pobladores a trasladarse a la actual emplazamiento de la Población.
El  territorio de Surigao del Norte fue parte de la provincia de Caraga durante la mayor parte del período español.
Así, a principios del siglo XX la isla de Mindanao se hallaba dividida en siete distritos o provincias.
El Distrito 3.º de Surigao, llamado hasta 1858  provincia de Caraga, tenía por capital el pueblo de Surigao e incluía la  Comandancia de Butuan.
Pertenecen á esta comandancia, además de Maínit y sus visitas, todos los pueblos y visitas respectivas situados á orillas del río Agusan. Maínit, separado de las orillas del Agusan, contaba con una población  de 4,607 almas y sus visitas eran  Jabonga, San Roque, Santiago y San Pablo.

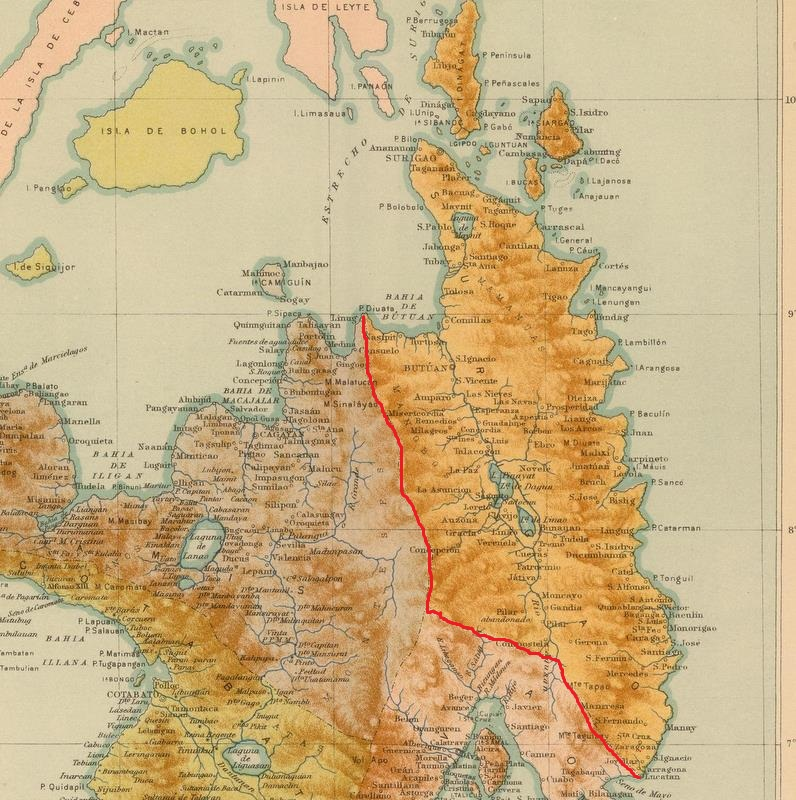
Provincia de Surigao en 1899.

En 1904, durante la ocupación estadounidense de Filipinas muchos municipios  se convirtieron en barrios. La provincia de Surigao de sus 14  municipios retuvo sólo los de Surigao, Placer, Dinagat y Dapa.
Este fue  el caso de Maínit convertido en barrio de Placer.
En 1906 Maínit se convirtió en un municipio de la provincia de Agusan, pero tras un corto período de  seis meses, Maínit fue devuelto a la provincia de Surigao del Norte como  barangay de Placer.
El 18 de septiembre de 1960 la provincia  fue dividida en dos: Surigao del Norte y Surigao del Sur.
Maínit finalmente se convirtió en  municipio el 1 de enero de 1931.
En 1956 los sitios de Magpayang y de  Siana pasaron a la categoría de  barrios.
Dos barrios  de Maínit se convirtieron en municipios: Tubod en 1958, Alegría lo consigue en 1968.
Maínit debe su nombre a la surgencia de aguas termales sulfurosas que fluye hacia el río conocidas como  Mapaso Hot Spring. Mapaso literalmente significa caliente.